# Hôtel de ville de Sighișoara
L'hôtel de ville de Sighișoara est un monument historique situé à Sighișoara en Roumanie, près de l'église du monastère de Sighișoara. Il sert non seulement de centre administratif principal (hôtel de ville) mais aussi de symbole du patrimoine culturel de Sighișoara.
Construit entre 1886 et 1888, dans un style néo-Renaissance sur le site d'un ancien monastère dominicain, le bâtiment a dès sa construction une vocation administrative et s'appelle alors Palatul Comitatului Târnava Mare (« palais du comté de Târnava Mare »). L'étage supérieur abrite un hall de style baroque, qui joue un rôle central dans la vie culturelle de la ville en accueillant de nombreux événements notables tels que des concerts, des conférences, des rencontres avec des écrivains célèbres et un festival de musique universitaire.